# استیو چن
استیو چن (چینی سنتی: 陳士駿; چینی ساده: 陈士骏; پین‌یین: Chén Shìjùn) (متولد اوت ۱۹۷۸) یک تایوانی-آمریکایی کارآفرین اینترنت است. او از بنیانگذاران و رئیس قبلی سایت یوتیوب است.